# Tomșani (Prahova)
Tomșani es una comuna ubicada en el distrito de Prahova, Rumania.

## Superficie
Posee una superficie de 43,34 kilómetros cuadrados.

## Demografía
Hasta 2021 la población era de 3908 habitantes, con una densidad de población de 90,17 habitantes por kilómetro cuadrado.